# Myoporeae
Myoporeae es una tribu de plantas de flores de la familia Scrophulariaceae.

## Géneros
- Androya H.Perrier, 1952
- Eremophila R.Brown, 1810
- Myoporum Sol. ex J.G.A.Forster, 1786
- Bontia L., 1753

- Datos: Q981353
- Multimedia: Myoporeae / Q981353
- Especies: Myoporeae